# تپه خرابده
تپه خرابده مربوط به سده‌های ۴ تا ۷ ه.ق است و در شهرستان شاهرود، بخش بیارجمند، روستای بیارجمند، حدود ۳ کیلومتری جنوب شرق بافت مسکونی بیارجمند واقع شده و این اثر در تاریخ ۳ خرداد ۱۳۸۶ با شمارهٔ ثبت ۱۹۱۸۲ به‌عنوان یکی از آثار ملی ایران به ثبت رسیده است.